# Nikon D70
Nikon D70 – cyfrowa lustrzanka jednoobiektywowa produkcji Nikon Corporation, wprowadzona na rynek w 2004 roku. Była pierwszą niedrogą lustrzanką na rynku, jako bezpośredni konkurent Canon EOS 300D. Najczęściej sprzedawana w zestawie z obiektywem Nikon 18-70mm AF-S. D70 został najpierw zastąpiony przez Nikon D70s, a później przez Nikon D80 oraz Nikon D90. Nikon D70 został pierwszą lustrzanką produkowaną w zakładach Nikona w Tajlandii.
Ze względu na zastosowanie elektroniczno-mechanicznej migawki, możliwe stało się skrócenie czasu synchronizacji z wybranymi zewnętrznymi lampami błyskowymi poniżej 1/500 sek, aż do 1/8000 sek.

## Nikon D70s

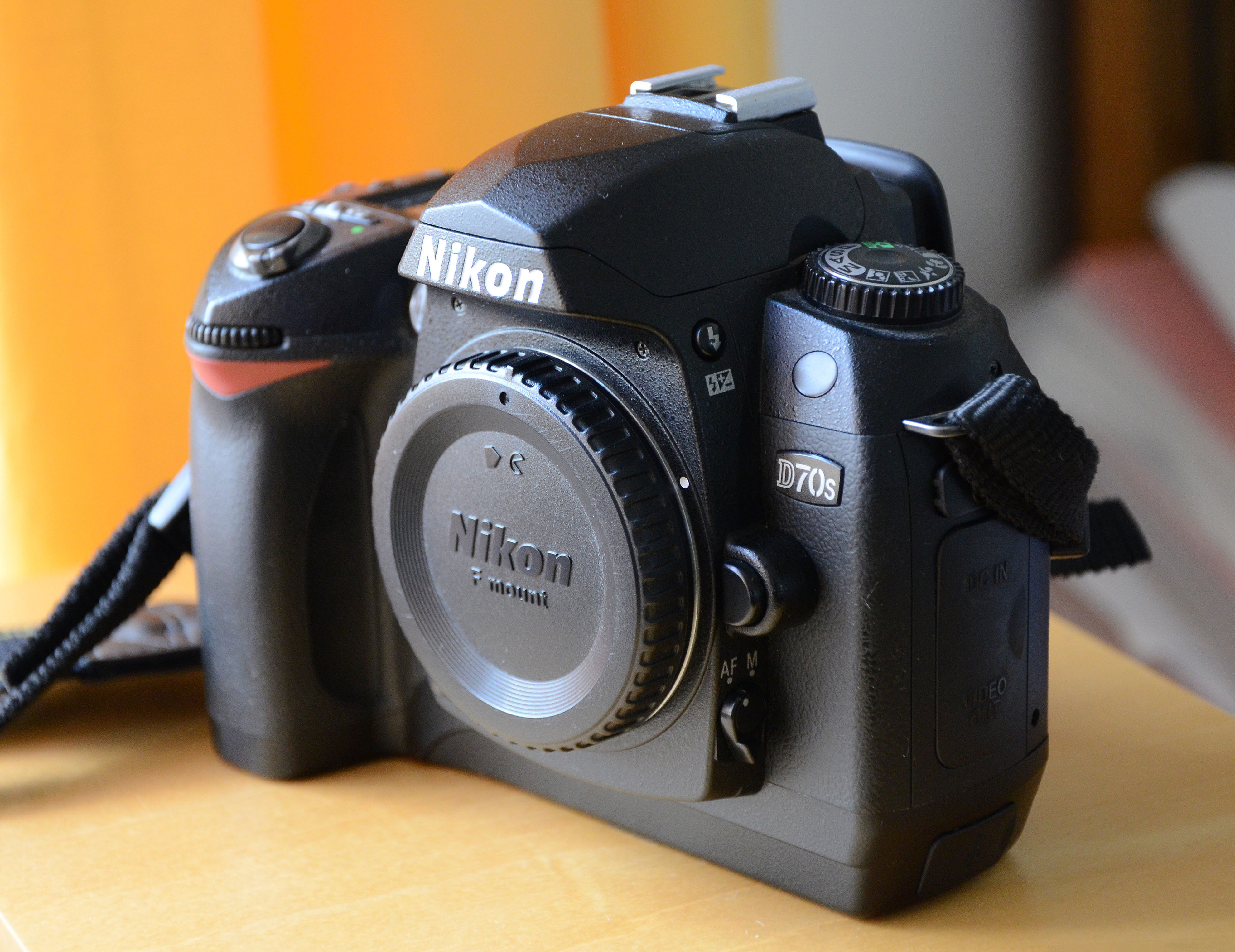
Nikon D70s

Na początku 2005 roku, Nikon zapowiedział wprowadzenie ulepszonej wersji o nazwie D70s.
Jest on zaktualizowaną wersją D70 z większym wyświetlaczem LCD (2 cale), nadal jednak o tej samej liczbie pikseli. Aparat został wyposażony w gniazdo do podłączenia przycisku zdalnego wyzwalania migawki (MC-DC1).
Dodatkowo, D70s otrzymał lampę błyskową współpracującą z obiektywami o ogniskowej 18 mm; lampa błyskowa w D70 umożliwiała pokrycie sceny tylko dla obiektywów o ogniskowej co najmniej 20 mm. Pozostałe nowości wprowadzono drogą programową przez aktualizację mikrokodu aparatu. Poprawiają one wydajność autofocusa, aktualizację wyglądu Menu, oraz aktualizację wbudowanej obsługi drukarek.